# Zhao Zhiqian

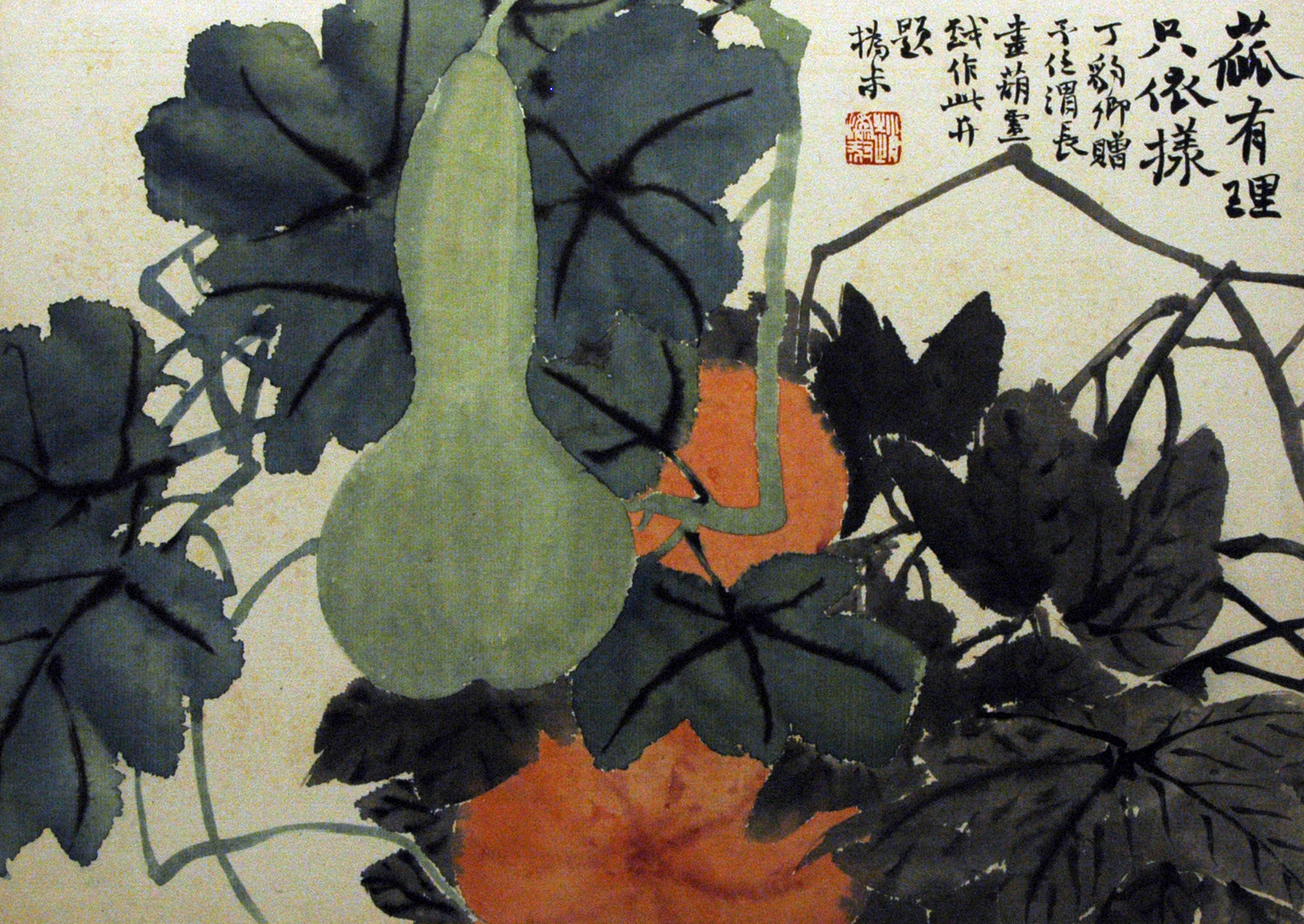
"Flors"de Zhao Zhiqian

Zhao Zhiqian (en xinès tradicional: 趙之謙; en xinès simplificat: 赵之谦; en pinyin: Zhào Zhīqiān) fou un pintor, poeta, artesà de segells per a tinta i cal·lígraf xinès que va viure sota la dinastia Qing. Va néixer el 1829 a Kuaiji, actualment Shaoxing, província de Zhejiang i va morir el 1884 De família de comerciants va participar en els exàmens juren aconseguint superar-los i va compaginar la seva activitat dins l'administració Qing amb la seva tasca com a artista. La seva cal·ligrafia i els seus segells van influenciar a artistes posteriors. Es va casar dues vegades,
Va destacar com a pintor de paisatges i plantes. La pintura de les seves flors s'inspiraven en l'obra de Shen Chun, de Xu Wei i en la dels Vuit Excèntrics de Yangzhou. Lamentablement gran part de la seva obra va desaparèixer arran de la rebel·lió Taiping. De les seves pintures es poden mencionar les “Peònies”, realitzades amb tinta espessa i que destaquen pel seu colorit.